# 化粧 (中島みゆきの曲)
「化粧」（けしょう）は、中島みゆきが作詞・作曲した歌である。1978年4月リリースの中島のアルバム『愛していると云ってくれ』に収録された。編曲は吉野金次による。
その後、桜田淳子らによってカバーされている。

## ベスト・アルバムへの収録
- 元気ですか

## ライブ・アルバムへの収録
- 中島みゆき「縁会」2012〜3

## 桜田淳子のカバー

### アルバム『20才になれば』
桜田淳子による最初のカバーは、中島のオリジナルから半年後の1978年10月にリリースされたアルバム『20才になれば』の一曲として収録されたものである。編曲は若草恵が担当している。なお、このアルバムは全曲が中島の作詞・作曲で、中島のオリジナルのカバーが「化粧」を含めて7曲、シングル発売された桜田への提供曲が表題曲を含めて3曲収録されている。

### シングル
「化粧」は、1981年1月に桜田淳子の33枚目のシングルとしてもリリースされた。こちらは大村雅朗が編曲を手がけており、『20才になれば』収録のバージョンとは大きく異なるものとなっている。

#### シングル収録曲
1. 化粧 (4分39秒)
作詞・作曲：中島みゆき／編曲：大村雅朗
2. 夢追い (3分50秒)
作詞：麻木かおる／作曲：小田裕一郎／編曲：信田かずお

#### シングル版の収録アルバム
- GOLDEN☆BEST 桜田淳子 コンプリート・シングル・コレクション - 「化粧」を収録。

## その他のカバー
- 安田一葉（現・一葉）（2001年)  - カバーシングル『化粧』に収録。
- 坂本冬美（2006年） - トリビュート・アルバム『元気ですか』および自身のシングル「秋まつり、お月さま」カップリングに収録。
- 清水翔太（2012年） - アルバム『MELODY』に収録。また、シングル「君さえいれば feat. 小田和正」のカップリングで小田和正との共演曲として収録。
- ジェジュン（2014年、2019年） - アルバム『WWW -化粧を落とす-』で韓国語版、アルバム『Flawless love』で日本語版を収録。
- 宮本浩次（2020年） - アルバム『ROMANCE』に収録。
- 工藤静香（2021年） - 中島みゆきカバーアルバム『青い炎』に収録。